# Har Dil Jo Pyar Karega...
Har Dil Jo Pyar Karega... (Hindi: हर दिल जो प्यार करेगा, Urdu: ہر دل جو پیار کرے گا, wörtl.: Jedes Herz, das liebt...) ist ein Bollywood-Film aus dem Jahr 2000. 
Die Hauptrollen werden von Salman Khan, Rani Mukerji und Preity Zinta besetzt, Shahrukh Khan hat nur zwei Kurzauftritte.

## Handlung
Raj (Salman Khan) zieht von Goa nach Mumbai. Zwei Ziele hat er sich gesetzt: zum Star-Sänger werden und eine Frau fürs Leben finden.  In Mumbai wohnt er bei seinem Freund und versucht vergebens eine Sänger-Karriere zu starten. Nach einer Reihe von Rückschlägen entschließt er sich nach Goa zurückzukehren, doch dann passiert ein Zwischenfall, der ihn aufhält: er rettet bei einem Autounfall eine Frau im Brautkleid (Rani Mukerji) und begleitet sie ins Krankenhaus. Als ihre Verwandtschaft auftaucht, kommt es zu einer Verwechselung. Die Braut ist Pooja Oberoi – die Tochter eines einflussreichen Musikproduzenten, die gegen Vaters Willen einen armen Mann namens Romi heiraten wollte. Raj wird für Romi gehalten. Da Pooja nun im Koma liegt, und ihr Bräutigam sich für sie nicht mehr zu interessieren scheint, wird Raj von einem Freund des Hauses gebeten, sich für Romi auszugeben, bis Pooja aus dem Koma erwacht. Raj nutzt die Situation und spielt gerne den zukünftigen Schwiegersohn des großen Produzenten. Das ermöglicht ihm eine Sänger-Karriere, und sein zweites Ziel scheint auch erreicht zu werden – er verliebt sich in Poojas beste Freundin  Jahnvi (Preity Zinta). Jahnvi liebt ihn auch, und sie warten nur, bis Pooja zu sich kommt, um ihrer Familie alles zu erklären.  Doch dann passiert Unerwartetes – Pooja hat im Koma liegend die ganze Geschichte verfolgt, und wusste, dass Raj es zum größten Teil ihrem herzkranken Vater zuliebe durchgezogen hat. Nun ist auch sie verliebt und möchte Raj heiraten. Jahnvi will Poojas Traum nicht zerstören und verzichtet auf Raj, der aber bereit ist alles aufzugeben und nach Goa zurückzukehren, falls er nicht mit Jahnvi zusammen sein kann.